# Processo contra os médicos

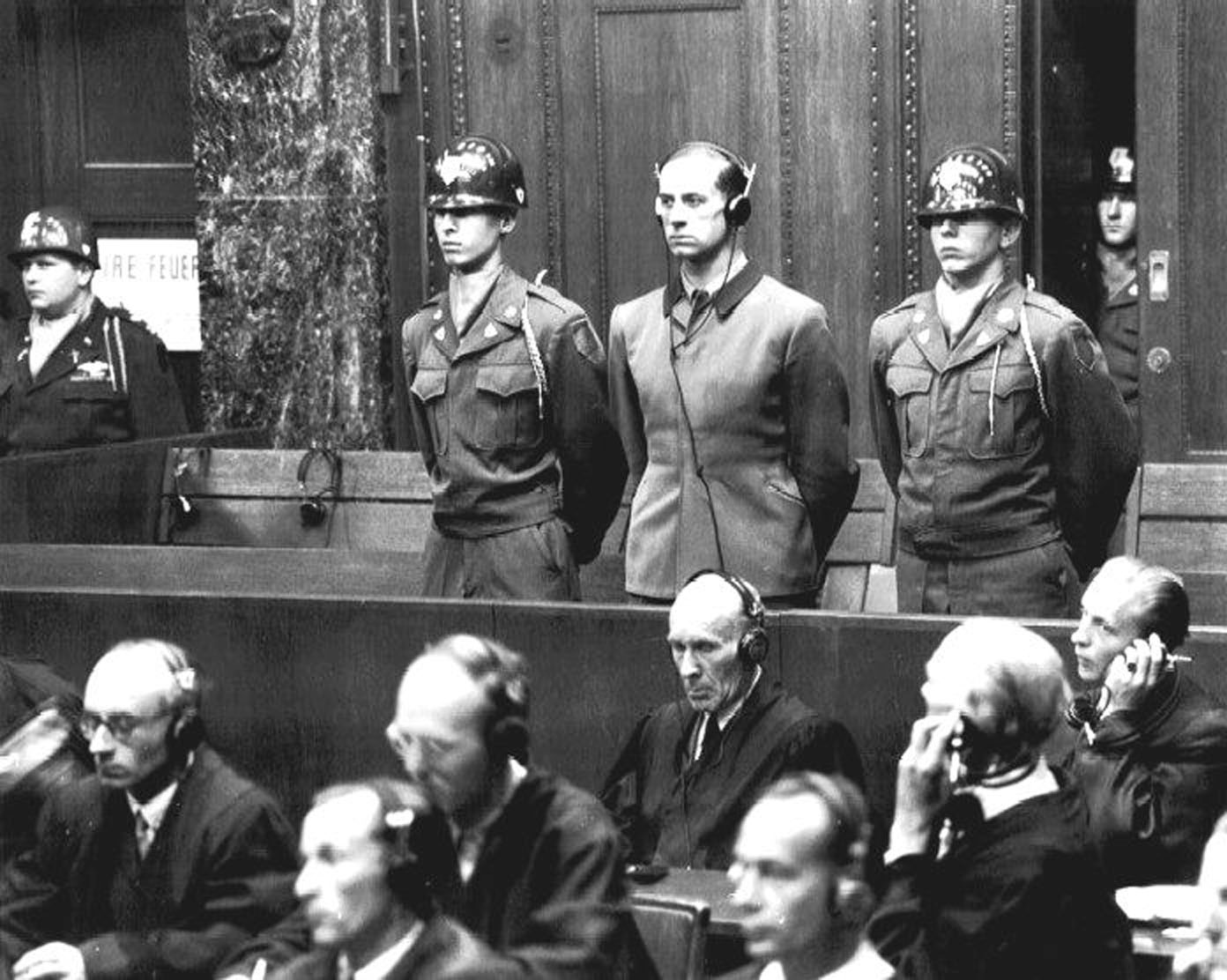
Uma sentença de morte por enforcamento é pronunciada por um Tribunal de Crimes de Guerra dos Estados Unidos sobre o médico pessoal de Adolf Hitler, Karl Brandt de 43 anos. Brandt também foi comissário para a Saúde e Saneamento do Reich.

O Processo contra os médicos (oficialmente Estados Unidos vs. Karl Brandt, et al.) foi o primeiro dos 12 julgamentos por crimes de guerra que as autoridades dos Estados Unidos realizaram na zona ocupada de Nuremberg, Alemanha, após o fim da Segunda Guerra Mundial. Estes julgamentos foram organizados pelas cortes estadunidenses e aconteceram no Palácio da Justiça de Nuremberg. Vinte dos 23 acusados eram médicos e acusados de se envolver em experimentos humanos nazistas.
Os juízes eram Walter B. Beals, de Washington, Harold L. Sebring da Flórida, e Johnson T. Crawford de Oklahoma.

## Acusações
Os acusados enfrentaram quatro processos:
1. Conspiração para cometer crimes de guerra e crimes contra a humanidade, como descrito nos itens 2 e 3;
2. Crimes de guerra: Experimentos médicos em prisioneiros e participação de mortes em campos de concentração;
3. Crimes contra a humanidade;
4. Membro de uma organização criminosa, a SS.

A SS foi declarada uma organização criminosa. Todos os acusados se declararam inocentes.

## Acusados
| Nome                    | Função | Acusações | Acusações | Acusações | Acusações | Sentença          |
|                         | | 1         | 2         | 3         | 4         |                   |
| ----------------------- | --- | --------- | --------- | --------- | --------- | ----------------- |
| Hermann Becker-Freyseng | Stabsarzt na Luftwaffe; Chefe do Departamento de Aviação e Medicina | I         | C         | C         |           | 20 Anos de Prisão |
| Wilhelm Beiglböck       | Médico na Luftwaffe | I         | C         | C         |           | 15 anos de Prisão |
| Kurt Blome              | Reichsgesundheitsführer | I         | I         | I         |           | Absolvido         |
| Viktor Brack            | Oberführer na SS e Sturmbannführer na Waffen SS; Chefe do escritório administrativo do Führer no NSDAP (Oberdienstleiter, Kanzlei des Führers der NSDAP)                | I         | C         | C         | C         | Morte             |
| Karl Brandt             | Médico pessoal de Adolf Hitler; Gruppenführer na SS e Generalleutnant na Waffen SS                                                                                      | I         | C         | C         | C         | Morte             |
| Rudolf Brandt           | Standartenführer na Allgemeine SS; Chefe do escritório de Himmler (Persönlicher Referent von Himmler);                                                                  | I         | C         | C         | C         | Morte             |
| Fritz Fischer           | Sturmbannführer na Waffen SS; | I         | C         | C         | C         | Prisão perpétua   |
| Karl Gebhardt           | Gruppenführer na SS e Generalleutnant na Waffen SS; Médico pessoal do Reichsführer-SS Himmler; Cirurgião Chefe da SS. Presidente da Cruz Vermelha da Alemanha           | I         | C         | C         | C         | Morte             |
| Karl Genzken            | Gruppenführer na SS e Generalleutnant na Waffen SS; Chefe do departamento médico da Waffen SS (Chef des Sanitätsamts der Waffen SS)                                     | I         | C         | C         | C         | Prisão Perpétua   |
| Siegfried Handloser     | Generaloberstabsarzt; Inspetor Médico do exército (Heeressanitätsinspekteur); Chefe dos serviços médicos das forças armadas (Chef des Wehrmachtsanitätswesens)          | I         | I         | I         |           | Prisão perpétua   |
| Waldemar Hoven          | Hauptsturmführer (Capitão) na Waffen SS; Médico Chefe em Buchenwald | I         | C         | C         | C         | Morte             |
| Joachim Mrugowsky       | Oberführer na Waffen SS; Chefe da Higiene da SS | I         | C         | C         | C         | Morte             |
| Herta Oberheuser        | Médico em Ravensbrück; | I         | C         | C         |           | 20 anos de Prisão |
| Adolf Pokorny           | Médico especialista em pele e doenças venéreas | I         | I         | I         |           | Absolvido         |
| Helmut Poppendick       | Oberfuehrer da SS; Chefe do serviço médico da SS | I         | I         | I         | C         | 10 anos de Prisão |
| Hans Wolfgang Romberg   | Doutor e diretor do Departamento de Aviação e Medicina | I         | I         | I         |           | Absolvido         |
| Gerhard Rose            | Generalarzt da Luftwaffe; | I         | C         | C         |           | Prisão perpétua   |
| Paul Rostock            | Chefe cirurgião do serviço clínico de Berlim; Cirurgião do exército; Chefe do instituto de medicina (Amtschef der Dienststelle Medizinische Wissenschaft und Forschung) | I         | I         | I         |           | Absolvido         |
| Siegfried Ruff          | Diretor do Departamento de Aviação e Medicina | I         | I         | I         |           | Absolvido         |
| Konrad Schäfer          | Doutor do Instituto de Medicina e Aviação em Berlim | I         | I         | I         |           | Absolvido         |
| Oskar Schröder          | Generaloberstabsarzt; Chefe da organização e serviço médico da Luftwaffe (Chef des Stabes, Inspekteur des Luftwaffe-Sanitätswesens)                                     | I         | C         | C         |           | Prisão perpétua   |
| Wolfram Sievers         | Standartenführer na SS | I         | C         | C         | C         | Morte             |
| Georg August Weltz      | Oberfeldarzt da Luftwaffe; Chefe do instituto de aviação e medicina de Munique                                                                                          | I         | I         | I         |           | Absolvido         |

I — Indiciado   C — Indiciado e considerado culpado
Os condenados à morte foram enforcados em 2 de Junho de 1948 na prisão de Landsberg.